# Notarius International
Die Notarius International (NI) ist eine wissenschaftliche Zeitschrift der Internationalen Union des Notariats (UINL). Sie ist ein Forum für die internationalen Aspekte der notariellen Tätigkeit und veröffentlicht rechtsvergleichende Beiträge zu allen notarrelevanten Rechtsgebieten, insbesondere zum Vertragsrecht und Immobilienrecht, zum Familien- und Erbrecht, zum Gesellschaftsrecht, zum Internationalen Privatrecht, zum Notar- und Beurkundungsrecht.
Notarius International wird vierteljährlich herausgegeben vom Deutschen Notarinstitut (DNotI) in Würzburg (im Auftrag der Internationalen Union des Notariats).

## Herausgeberbeirat
- Herausgeber: Peter Limmer (Deutschland);
- Assistant Editor: Christian Hertel (Deutschland).

Herausgeberbeirat: Wolfgang Baumann (Deutschland); Jean-Paul Decorps (Frankreich), João Figueiredo Ferreira (Brasilien); Federico Guasti (Italien); José Antonio Márquez González (Mexiko); Hugo Pérez Montero (Uruguay); Jeffrey Talpis (Kanada); Salvador Torres Escámez (Spanien); Ahmadou Touré (Mali); Sinishi Tsuchiya (Japan); Robert A. D. Urquhart (Vereinigtes Königreich); Luc Weyts (Belgien).
Ehrenherausgeber: Francisco S. Arias (Mexiko, Ehrenpräsident der UINL); Gilles Demers (Kanada, Ehrenpräsident der UINL); Helmut Fessler (Deutschland, Ehrenpräsident der UINL); Giancarlo Laurini (Italien, Präsident der UINL); Hugo Pérez Montero (Uruguay, Ehrenpräsident der UINL); André Schwachtgen (Luxemburg, Ehrenpräsident der UINL).